# سومبرين (باد كاليه)
سومبرين، باد كاليه (بالفرنسية: Sombrin)‏ هي بلدية تقع في إقليم باد كاليه من منطقة نور با دو كاليه في شمال فرنسا. تبلغ مساحة هذه المدينة 6.61 (كم²)، وترتفع عن سطح البحر 159 م، يبلغ عدد سكانها 244 نسمة حسب إحصاء المعهد الوطني للإحصاء والدراسات الاقتصادية سنة 2009 م. وترأس Henri Cuvillier البلدية خلال فترة (2008-2014).